# 三浦洸一
三浦 洸一（みうら こういち、1928年1月1日 - 2025年1月11日）は、日本の歌手。本名は、桑田 利康（くわた としやす）。
神奈川県三浦市出身。持ち歌は文芸を題材にして書かれた曲いわゆる「文芸歌謡」が多い。
謹厳実直な歌唱法が特長で、社歌や自治体制作の音頭など委託制作盤も多数吹き込んでいる。血液型はA型。

## 略歴
神奈川県三浦市三崎地区の浄土真宗本願寺派最福寺の三男・第四子（四人兄弟の末っ子）として出生。長兄は陸軍に入隊しビルマで戦死したため、次兄が住職を継ぐ。その次兄も1993年に死去し、現在は甥（次兄の長男）が住職を務めている。幼少期より厳格な祖父のもと、読経を学ぶ。
現在の三浦市立三崎小学校、市立横須賀商業学校を卒業。横須賀商業学校卒業後は陸軍予備隊に入隊。同時に神奈川県庁に入庁。　　
- 東洋音楽学校（現在の東京音楽大学）声楽科に入学、後輩に黒柳徹子がいる。卒業後、1952年に日本ビクターレコードに入社。作曲家の吉田正に師事する。大学ではクラシックの声楽を学んでいた。
- 芸名は出身地の神奈川県三浦市にちなんで命名された。
- 1953年5月、『さすらいの恋唄』でデビュー、同年9月に出した『落葉しぐれ』が大ヒットとなり一躍注目を集めた。
- 1955年12月31日、『第6回NHK紅白歌合戦』に初出場。紅白歌合戦には計8回の出場経験がある（詳細は下記参照）。
- 1983年10月から1984年9月まで『森田一義アワー 笑っていいとも!』（フジテレビ）にもレギュラー出演していた。
- 2000年、日本レコード大賞功労賞を受賞。
- 2008年6月10日、『NHK歌謡コンサート』に生出演。
- 2010年3月10日、『吉田正音楽館・三浦洸一ミニコンサート』を開催。
- 2010年8月21日、『第42回思い出のメロディー』（収録は同8月7日、NHK総合）に出演。司会を務めた女優の松下奈緒は東京音大の後輩。
- 2010年10月27日、ゆうぽうとで開催された『第37回日本歌手協会歌謡祭』に出演
- 2011年4月5日、東京・代々木上原の古賀政男音楽博物館けやきホールで開催された『東日本大震災被災地支援チャリティーライブ VOL1』に出演。
- 2012年7月13日、靖国神社で開催された第66回みたままつり前夜祭の日本歌手協会有志奉納特別公演に出演。

他に日本演歌大賞受賞経験がある。また、日本歌手協会監事を2007年まで務めた。
自動車の運転免許は所持しておらず、マネージャーや妻に運転を任せている。ビールが好物で、ゴルフにも頻繁に行っていた時期があった。
2025年1月11日、東京都内の病院で老衰のため亡くなった。97歳没。喪主を務めた妻の節子は、北海道函館市の湯の川温泉花びしホテルの娘。

## 主なディスコグラフィー

### シングル
- さすらいの恋唄（1953年）
- 落葉しぐれ（1953年9月）
- 男なら（1954年3月）
- 慕情の唄（1954年6月）
- あれが空似というものか（1954年）
- 灯影のギター（1954年）
- 弁天小僧（1955年2月）
  - 歌舞伎狂言の名作、『青砥稿花紅彩画』に取材している。
- 韋駄天道中（1955年）
- 北海だより（1955年）
- 珠はくだけず（1955年9月）
- ああダムの町 (1956年）
- 東京の人（1956年）日活映画同名主題歌
- 土岐音頭 (1957年) 共唱:市丸
- 踊子（1957年）
  - 1957年2月に呉羽紡績提供の朝日放送ラジオ番組『クレハ・ホームソング』で放送され、同年8月にレコード発売。漫画家・声楽家の池田理代子が「歌は美しかった　思い出の絵ぼんぼり」でカヴァーしている。池田は東京音大の後輩。
- 郵便船が来たとヨー（1957年）
- 三浦三崎のマドロスさん
- 街燈（1958年）
- 新ソーラン節（1958年）
- たくましき男（1958年）
- 旅愁はてなし（1958年）
- 舟唄（1958年）
- 純愛（1958年）
- 釧路の駅でさようなら(1958年8月）
- 哀愁の高速道路（ハイウエイ）（1958年）日活映画同名主題歌
- 三輛目の人（1958年）KRテレビドラマ同名主題歌
- 初恋（1958年）「たけくらべ」より
- 君よいずこに（1958年）
- 桜の園（1959年）1959年2月放送、同年8月レコード発売。
- われらの皇太子（1959年）皇太子御結婚奉祝歌（産経新聞社選定）
- 流転（1959年）聯合紙器（現レンゴー）提供、朝日放送テレビドラマ同名主題歌
  - 聯合紙器創業者井上貞治郎の自叙伝をTVドラマ化した主題歌
- 星をみつめて歩く街（1959年）
- ジス音頭（1959年）神楽坂浮子とのデュエット　工業技術院選定（委託盤）
- 男の旅路（1960年）朝日放送テレビドラマ「商魂」主題歌
- 花ひととき(1961年5月）
- 青年の樹（1961年）週刊明星連載、東京放送テレビ連続ドラマ同名主題歌
- 異国の丘（1961年12月）
  - 竹山逸郎が1948年にヒットさせた曲のカバー。
- 涯なき旅路(1962年）
- 新潟国体の歌（1962年） 安西愛子とのデュエット（委託盤）
- 昭栄製紙株式会社 社歌（1962年）（委託盤）
- この日のために（1962年） 安西愛子とのデュエット（1964年東京オリンピックの選定歌）
- よみがえる青春（1963年）
- 大江戸吹雪（1963年）
- 君ありて恋は悲しく(1963年）
- 洞爺湖畔の夕月に（1963年）委託盤であったが、ヒットによりレギュラー盤として発売される
- 若い日本（1963年） 安西愛子とのデュエット（国民の歌作成委員会選定）
- みどりの河（1964年）吉永小百合とのデュエット
- 八丈ごしゃめん花（1964年）三沢あけみとのデュエット
- 僕らは模範運転手（1964年）（委託盤）
- 新港ばやし（1964年）（委託盤）
- 信濃川（1964年） 安西愛子とのデュエット（委託盤）
- 青葉の笛（1965年）
- 住友銀行行歌（1965年）川崎静子とのデュエット（委託盤）
- 東京の人（1966年6月） 日活制作、TBSテレビ主題歌、柏木由紀子とのデュエット
- 東京踊り（1966年6月） 市丸とのデュエット
- 月よりの使者（1966年8月） 香山美子とのデュエット
  - フジテレビ系ライオン奥様劇場松竹テレビ映画「月よりの使者」主題歌。竹山逸郎・藤原亮子の歌唱のカヴァー。
- 愛のこだま（1967年4月）
- 旅路（1967年11月）
- 天と地と・天上の笛（1968年2月）海音寺潮五郎原作「天と地と」より
- のぞみあらたに（1968年9月）総理府制定、明治百年頌歌
- 北方領土の歌（1969年12月）
- とけろ港よ（1979年）
- 雨の潮来・雨情橋/旅の酒場で（1980年）
- ちぎれ雲/高瀬川旅情（スケッチ）（1982年）
- 恋ねぐら/おじさんの赤ちょうちん（1984年）
- 若き血に燃えて（1984年）「福澤諭吉」より

## NHK紅白歌合戦出場歴
| 1955年（昭和30年）/第6回 | 落葉しぐれ         | 織井茂子               |
| 1957年（昭和32年）/第8回 | あゝダムの町       | 池真理子               |
| 1958年（昭和33年）/第9回 | 街燈               | 奈良光枝               |
| 1959年（昭和34年）/第10回 | 踊子               | 奈良光枝               |
| 1960年（昭和35年）/第11回 | 流転               | 初代コロムビア・ローズ |
| 1961年（昭和36年）/第12回 | 恋しても愛さない   | 花村菊江               |
| 1962年（昭和37年）/第13回 | 別れては昨日の人ぞ | 大津美子               |
| 1963年（昭和38年）/第14回 | こころの灯         | 高石かつ枝             |
| - このうち、第6回・第8回・第9回・10回はラジオ中継による音声が現存し、第14回は歌唱映像が現存する。 - 第14回は『思い出の紅白歌合戦』（NHK-BS2）で、三浦の歌唱映像も含め全編が再放送されている。 - 第10回は2009年4月29日放送のNHK-FM『今日は一日“戦後歌謡”三昧』の中で、三浦の歌の音声も含め全編の音声が再放送された（音声はモノラル）。尚、この当時は異性によるコーラスは不可であったため、女性コーラスの部分は少年コーラスがついた。 - 第9回も、2010年4月29日放送の（前年に続き2度目の）NHK-FM『今日は一日“戦後歌謡”三昧』の中で紹介された（音声はモノラル）。 |                    |                        |

## 主な出演

### 映画
- 唄祭けんか道中（1956年、宝塚映画）
- 唄祭母恋しぐれ（1956年、宝塚映画）
- 哀愁の高速道路（1958年、日活）
- 流転（1960年、松竹・京都）

### TV
- 森田一義アワー笑っていいとも!（1983年10月 - 1984年9月※毎週火曜日に出演）
- 月曜ドラマランド 意地悪ばあさん GO!GO!!ハワイの巻（1984年10月22日、フジテレビ）

### CM
- 味の素 ほんだし いりこだし（1980年代後半）当初は自ら出演。CMソング（商品名のみで実質サウンドロゴ）は後々も使われた。